# Lucinio Fontanil Medina
Blahoslavený Lucinio Fontanil Medina, řeholním jménem Primitivo (Primitiv) z Villamizaru (12. února 1884, Villamizar – 19. května 1937, Madrid, byl španělský římskokatolický řeholník Řádu menších bratří kapucínů a mučedník.

## Život
Narodil se 12. února 1884 ve Villamizaru jako syn Felipa a Domingy. Pokřtěn byl o tři dny později. Dne 8. října 1888 přijal svátost biřmování.
Vstoupil ke kapucínům v El Pardo. Dne 8. března 1914 přijal hábit a jméno Primitivo. Dne 9. března 1915 složil své časné sliby a 18. května 1920 složil své věčné sliby. Jako laický bratr působil v kapucínském kněžském semináři.
Dne 21. července 1936 napadli klášter milicionáři. Bratr byl s dalšími bratry zatčen a dne 25. července byl propuštěn. Ukryl se u své neteře v Madridu. Dne 19. května 1937 ho poznal jeden z milicionářů, bratr Primitivo se přiznal, že je kapucínem, a ve stejný den byl zastřelen.

## Proces blahořečení
Proces jeho blahořečení byl zahájen roku 1954 v arcidiecézi Madrid spolu s dalšími jedenatřiceti spolubratry kapucíny.
Dne 27. března 2013 uznal papež František jejich mučednictví. Blahořečeni byli 13. října 2013 ve skupině 522 španělských mučedníků.